# Celaenorrhinus jao
Celaenorrhinus jao is een vlinder uit de familie van de dikkopjes (Hesperiidae). De wetenschappelijke naam van de soort is voor het eerst geldig gepubliceerd in 1889 door Paul Mabille.